# Michael Kpakala Francis
Michael Kpakala Francis, né le 12 février 1936 à Kakata au Liberia et mort le 19 mai 2013 à Monrovia au Liberia, est un prélat catholique libérien.

## Biographie
Michael Kpakala Francis est ordonné prêtre en 1963. En 1976 il est nommé évêque titulaire d'Aussuccura (de) et vicaire apostolique de Monrovia. Il est promu archevêque de Monrovia en 1981. Il a été président de la Conférence inter-territoriale des évêques catholiques de Gambie et Sierra Leone de 1983 à 1986, et de la Conférence des évêques catholiques du Liberia de 1999 à 2005. En 1999 il reçoit le prix Robert F. Kennedy des droits de l'homme. L'archevêque Francis prend sa retraite en 2011.

## Sources
- Profil sur Catholic hierarchy